# 釣浜橋
釣浜橋（つりはまばし）は、新潟県東蒲原郡阿賀町釣浜 - 石間の阿賀野川に架かる国道49号（重用・国道459号）の橋長272 m（メートル）の桁橋。

## 概要
地形と地質を踏まえて直線橋とした。
- 形式 - 鋼3径間連続カンチレバー鈑桁橋（中央部が3径間連続桁、両端部が吊桁）
- 橋格 - 1等橋 (TL-20)+雪荷重 (100 kg/m3)
- 橋長 - 272.000 m
  - 径間割 - 50.4 m + 3×56.8 m + 50.4 m
- 幅員
  - 総幅員 - 10.600 m
  - 有効幅員 - 10.000 m
  - 車道 - 7.000 m
  - 歩道 - 両側1.500 m
- 下部工 - 逆T式橋台・円筒張出式橋脚
- 基礎 - 井筒基礎
- 施工 - 日立造船

## 歴史
会津街道は越後新発田と会津を結んでいたが、津川以西は諏訪峠を経由し現在の国道49号とはルートが異なる。現在の国道49号に相当する津川 - 水原間は、阿賀野川沿いの急峻な地形を行くため冬季は積雪や地すべりのため交通が途絶し夏季に辛うじて通れるほどの道であったため主に阿賀野川を船で行き来していた。現在のルートの前身は1882年（明治15年）に福島県令に就任した三島通庸によって改良された若松 - 新潟間のルートである（いわゆる会津三方道路の1つ）。これは1882年（明治15年）8月に着工し1884年（明治17年）8月に完成を迎え郡道に指定された。その後1920年（大正9年）4月1日に県道として認定され、道路法改正により1953年（昭和28年）5月18日に二級国道115号新潟平線となり、1963年（昭和38年）に一級国道49号となり同年に直轄区間となった。この区間は当時であっても断崖や地すべり地帯、落石雪崩注意箇所、狭小な幅員、急勾配、冬季の多量の積雪と悪条件が多く冬期には交通が途絶する状態であったことから新潟工事事務所によって一次改築を行うこととなった。
石間 - 取上間の現道は阿賀野川と山地に挟まれた渓谷を縫うように走るルートであり、現道拡幅案とバイパス案が出され、現道拡幅案は工事規制や施工の難易度、管理性を考慮して却下されバイパス案となった。バイパス案は釣浜橋と取上橋で阿賀野川を渡河するものである同区間の用地買収は1963年度（昭和38年度）から1969年度（昭和44年度）にかけて行われた。釣浜橋は地形と地質を考慮して3径間連続ゲルバー橋とし、下部工にはニューマチックケーソン工法を採用した。
2か年国債により1966年度（昭和41年度）に着工し、下部工と取り付け道路を飛島建設により1966年（昭和41年）7月1日から1967年（昭和42年）7月30日までの工期で、上部工を日立造船により1966年（昭和41年）6月30日から1968年（昭和43年）6月25日までの工期で施工された。取上橋と共に1967年（昭和42年）12月の竣工を目指していたが、架設中に同年8月の羽越水害のため支保工やヤードが被災した。また主桁運搬を行う予定であった現道も崩落土砂の堆積や路面の崩落のため工期に大きく影響することになり、1968年（昭和43年）年初の大雪のため床版工準備が遅れ1回あたりのコンクリート打設量を変えたため床版に亀裂が生じてしまった。